# Sròn a’ Choire Ghairbh
Der Sròn a’ Choire Ghairbh ist ein 937 m (3.074 ft) hoher, als Munro und Marilyn eingestufter Berg in Schottland. Sein gälischer Name kann mit Nase des rauen Kars übersetzt werden. Er liegt in der zur Council Area Highland gehörenden Region Lochaber, gut 12 Kilometer nördlich von Spean Bridge.

## Beschreibung
Gemeinsam mit dem südwestlich benachbarten, 918 m (3.012 ft) hohen Meall na Teanga und weiteren, niedrigeren Gipfeln bildet der Sròn a’ Choire Ghairbh eine eigenständige Berggruppe, die  im Süden von Loch Arkaig und im Norden von Loch Garry begrenzt wird. Im Osten reicht sie bis an die Ufer von Loch Lochy im Great Glen. Der Gipfelgrat des Sròn a’ Choire Ghairbh verläuft hufeisenförmig um das sich nach Nordosten öffnende Coire Glas mit dem kleinen Loch a’ Choire Ghlais. Im Südwesten des Grats liegt der durch einen Cairn gekennzeichnete höchste Punkt des Berges auf einem kleinen Plateau. Östlich des Hauptgipfels senkt sich der teils sehr schmale Grat zunächst auf etwas unter 800 m ab und führt über den 888 m (2.913 ft) hohen Vorgipfel Sean Mheall bis zum 693 m (2.274 ft) hohen Meall nan Dearcag.  
Überwiegend fällt der Grat nach beiden Seiten mit steilen, grasigen und felsdurchsetzten Hängen ab, teils mit eingebetteten größeren Felsklippen. Nördlich des Hauptgipfels wendet sich der Grat nach Norden und dann nach Nordosten und verläuft durchwegs auf fast 900 m Höhe bis zum Meall a’ Choire Ghlais. Das Coire Glas wird auf fast allen Seiten von Felsflanken und steilen, ausgeprägt glazial geformten Hängen begrenzt, auch die Nord- und Nordwestseite des Sròn a’ Choire Ghairbh besitzt steile Hänge mit Schrofen und Felspartien. Lediglich nach Südwesten und Süden besitzt der Berg sanfter abfallende Grashänge bis in Höhe des Cam Bealach, der den Sròn a’ Choire Ghairbh vom südlich benachbarten Meall na Teanga trennt. Im Nordosten trennt der rund 550 m hohe Bealach Easain die steile Nordostwand des Meall a’ Choire Ghlais vom benachbarten, 904 m (2.966 ft) hohen Ben Tee. 
Im Oktober 2020 stimmte die schottische Regierung bereits seit 2013 von SSE verfolgten Planungen zur Errichtung eines Staudamms mit Pumpspeicherkraftwerk im Coire Glas zu. Das Kraftwerk mit einer inzwischen geplanten Leistung von 1500 MW wäre das erste neue Pumpspeicherkraftwerk in Schottland seit über 30 Jahren.

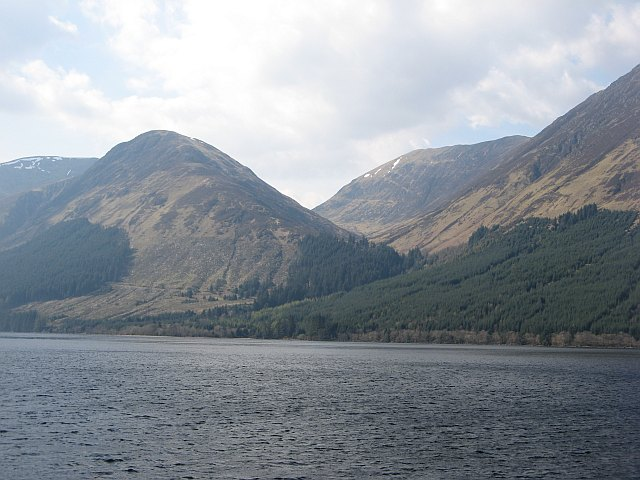
Blick über Loch Lochy zum Cam Bealach, rechts die Südflanke des Sròn a’ Choire Ghairbh
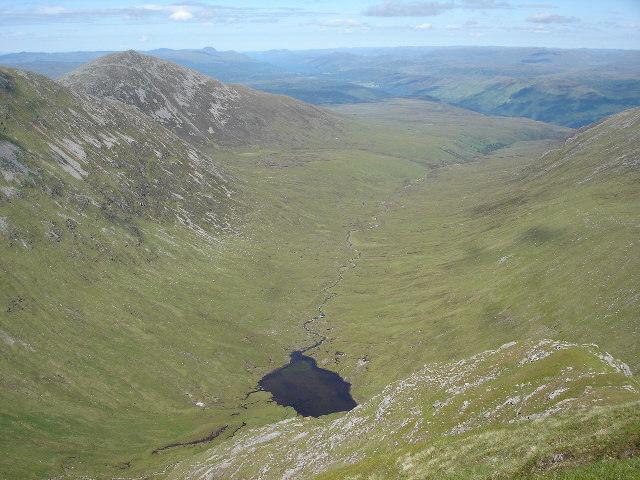
Blick vom Gipfel des Sròn a’ Choire Ghairbh in das Coire Glas, links der Ben Tee, im Hintergrund der Einschnitt des Great Glen
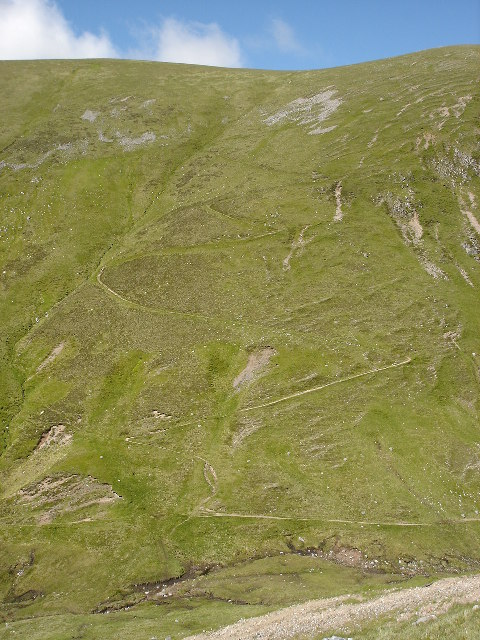
Die Südseite des Sròn a’ Choire Ghairbh, deutlich erkennbar der im Zick-zack verlaufende Jagdpfad zum Gipfelplateau
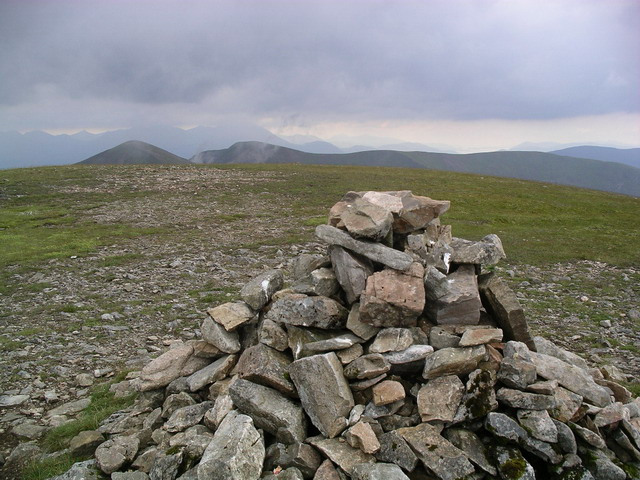
Der Gipfelcairn des Sròn a’ Choire Ghairbh, links im Hintergrund der Meall na Teanga

## Aufstieg
Viele Munro-Bagger besteigen den Sròn a’ Choire Ghairbh gemeinsam mit dem Meall na Teanga, der Zustieg zu beiden Gipfeln führt über den Cam Bealach zwischen beiden Bergen. Ein Ausgangspunkt für eine Besteigung ist die nordöstlich des Berges liegende kleine Ansiedlung Kilfinnan am Nordende von Loch Lochy. Der Zustieg führt zunächst entlang des Nordufers von Loch Lochy und dann ansteigend bis zum Cam Bealach. Von dort verläuft ein Jagdpfad im Zick-zack über die Südflanke des Sròn a’ Choire Ghairbh bis zum Gipfelplateau. Alternativ kann der Berg von Kilfinnan auch über den Meall nan Dearcag und den südöstlichen Abschnitt des Gipfelgrats erreicht werden. Zum Cam Bealach ist ein Zugang auch von einem Parkplatz am Ostende von Loch Arkaig am Wasserfall Eas Chia-Aig durch das Gleann Cia-Aig möglich, der Übergang aus dem Tal zum Cam Bealach führt allerdings durch sumpfiges Terrain.